# 英國工黨第四項條款
在英國工黨歷史上，第四項條款 (英文：Clause IV) 是指黨章內一項解釋工黨價值觀和目標的條款。因為原文在近代帶來社會爭議，所以工黨在1995年修訂條款。

## 歷史
第四項條款的原文在1917年11月由悉尼·韋伯撰寫，在翌年被工黨通過，成為黨章一部份。

### 英文原文
To secure for the workers by hand or by brain the full fruits of their industry and the most equitable distribution thereof that may be possible upon the basis of the common ownership of the means of production, distribution and exchange, and the best obtainable system of popular administration and control of each industry or service.

### 中譯原文
確保生產工具，分銷渠道和交易媒介均為共同擁有；各行各業由公眾管理控制，其制度已盡善盡美。建基於此，確保工人，不論勞心或勞力者，能盡享其工作成果。此等成果應以最公平的方式分配。

## 歷史背景
在1918年，國有化被當時的選民認為是等同於現代化。當時的選民更是非常支持把英國的鐵路系統國有化，因為選民認為這能夠減少公司與公司之間的惡性競爭。
雖然從字面看，第四項條款是提倡把整個國家經濟國有化，但第四項條款也有別的解釋。以「共同擁有」作為例子，雖然此詞彙要在1976年通過的「工業共同擁有法」才被給予法律定義，但「共同擁有」也可以指由地方政府，或工人合作社擁有。
在1944年12月，工黨正式提倡公眾擁有政策，並提倡消滅四大邪惡（想慾，房屋擁擠，疾病，無知和失業）。雖然工黨並沒有提出利用甚麼辦法來實施公眾擁有政策，但是工黨就在當年的大選取得重大勝利。新的國會隨後就因為「公眾擁有」這個政策而作出激烈的辯論。

## 實行公眾擁有政策
最後，工黨實行公眾擁有 (事實上是國有化) 計劃，並請來在30年代把倫敦的巴士和地鐵捷運系統一體化的赫伯特·馬禮遜來統領國有化計劃。
馬禮遜在1946年4月將英倫銀行的股票從原股東手上購入，從而把中央銀行國有化，並從新委任該行董事局之正副主席。在此之後，馬禮遜迅速實行剩下的國有化計劃。
- 1946年: 所有民航公司被國有化，開辦國民保健署(NHS)
- 1947年: 所有電信公司被國有化，創立國家煤礦局（英语：National Coal Board）。成立後的煤礦局提供了英國發電系統90%的煤炭需要。
- 1948年: 鐵路，運河，道路搬運和電力公司被國有化。
- 1951年: 鋼鐵工業和汽油提鍊工業被國有化。

## 蓋茨克修訂計劃
工黨其後因為在1959年大選失利而下野。艾德禮辭職後，工黨選出休·蓋茨克為新黨魁。蓋茨克認為英國民眾反對國有化，因而令到工黨下野。所以，蓋茨克在當黨魁任內提出修訂第四項條款。但是，工黨內的左派黨員團結起來，最後把蓋茨克提倡的修訂計劃打敗。
雖然蓋茨克被逼放棄修訂計劃，但工黨最後同意停止將第四項條款印在工黨會員卡上。對蓋茨克來說，可以算是一個象徵式的勝利。
其後的70年代，英國發生了經濟危機，而英國的共產黨和工會運動就在政治舞台上節節敗退。這兩件事件都令到工黨的右派 (反對馬克斯主義) 成員得勢。

## 80年代和貝理雅改革計劃
在1979年，工黨在大選中被由柴契爾夫人領導的保守黨擊敗。隨後，工黨的左派派系開始坐大，並把左派代表人富特選為黨魁。富特的極左政策最後導致某些右派派系與工黨破裂，創立社會民主黨 (最後與自由黨合併，成為今日的自由民主黨)。
富特帶領的工黨在1983年大選大力提倡政府把更多企業國有化，最後被戴卓爾夫人重創，還差點被當時的社民黨-自由黨聯盟擊敗，成為第三黨。事後，工黨黨員認為極左的政策才是令到工黨節節受挫的原因。所以，在富特辭職後，工黨選出立場比較溫和的基諾克做黨魁。到90年代，工黨也開始被英國選民認為是一個不偏激的政黨，有可能帶領政府。但第四項條款依然令到選民認為工黨同意共產主義。
在1994年，貝理雅在黨魁史密夫病逝後當選為新黨魁。貝理雅早在當選黨魁前一年為費邊社贊寫一段文章，批評第四項條款的用詞，認為條款把「結果」 (ends) 和「方法」 (means) 兩個概念混淆了。貝理雅更認為社會主義的價值觀是不會改變的，但用來達到社會主義的政策必須根據社會變遷而改變。
貝理雅在1994年的黨代表大會上宣佈，工黨需要一套新的價值觀，並宣佈他會贊寫一份新的第四項條款，提交給黨員。這份新的第四項條款終於在1995年的特別黨代表大會獲得通過。
值得一提的是，新的第四項條款首次放棄提倡多年的公眾擁有政策，並把工黨定性為一個社會主義政黨。但是，貝理雅當首相時都把自己稱為一個社會民主主義者。

## 新第四項條款

### 英文
The Labour Party is a democratic socialist party. It believes that by the strength of our common endeavour we achieve more than we achieve alone, so as to create for each of us the means to realise our true potential and for all of us a community in which power, wealth and opportunity are in the hands of the many, not the few, where the rights we enjoy reflect the duties we owe, and where we live together, freely, in a spirit of solidarity, tolerance and respect.

### 中譯
工黨是一個民主社會主義政黨。我們相信透過我們共同勤奮的能量，我們一起可以比自己孤單一人達成更多，令到我們可以創做一個能夠給我們盡發潛能的方式，更令到我們可以創做一個權力，財富，和機會都是在眾人，而不是在一小部份人手上的社會。我們在這個社會享受的權利亦反映我們對這個社會的責任，而我們亦可以在一片團結，容忍和互相尊重的氣氛地下一同在這個社會內自由地生活。

## 1997年大選後
工黨最後在1997年大選重奪執政權。工黨在政其間通過了一系列收窄貧富差距的法案。但是，工黨並沒有把貧富差距成為政府一大政綱，而工黨在政其間，貧富差距反而節節上升。

## 文獻
1. ↑  . 1945  [2007-08-21]. （原始内容存档于2013-03-15）. There are basic industries ripe and over-ripe for public ownership and management in the direct service of the nation.
2. ↑  Shifrin, Tash. . The Guardian (衛報) (London). 2004-08-02  [2007-05-05]. （原始内容存档于2007-10-08）.